# Asterix in Italien
Asterix in Italien (französischer Originaltitel: Astérix et la Transitalique) ist der im Oktober 2017 erschienene 37. Band der Asterix-Reihe. Wie schon bei den beiden Bänden zuvor war Jean-Yves Ferri der Autor und Didier Conrad der Zeichner. Der Titel des Bandes wurde am 5. April 2017 auf der Kinderbuchmesse in Bologna von den beiden Schöpfern bekanntgegeben. In ihm nehmen die Helden Asterix und Obelix für Gallien an einem von den Römern ausgerichteten Wagenrennen quer über die gesamte italienische Halbinsel teil.

## Handlung
Der korrupte römische Senator Lactus Bifidus veranstaltet ein Wagenrennen quer durch Italien, das von Modicia, dem heutigen Monza, bis nach Neapel führen soll. Damit will er davon ablenken, dass er die Gelder zur Instandsetzung der Straßen in Italien veruntreut hat. Das Rennen soll zeigen, dass Roms Straßen entgegen allen Berichten und Erfahrungen in einem guten Zustand sind. Vertreter vieler Völker sollen teilnehmen. Auch Obelix, dem von einer Wahrsagerin ein Sieg als Wagenlenker (Aurigius) prophezeit worden ist, nimmt teil; Asterix ist in dieser Episode nur Begleiter und Stichwortgeber. Gewinnen soll nach Caesars Willen allerdings der stets maskierte Römer Caligarius, der von seinem Gefährten Bleifus unterstützt wird. Sein Sieg soll die Überlegenheit der Römer über die Barbaren beweisen. Nachdem nach einer anfangs unerklärlichen Häufung von Unfällen und Ausscheiden mehrerer Teams die Gallier aufgedeckt haben, dass das Rennen manipuliert ist, zieht sich Caligarius zurück. Er wusste von den Manipulationen nichts und ist in seiner Ehre gekränkt. Die Gallier setzen das Rennen fort, an dem nun noch Teams von Lusitanern, Sarmaten, Griechen und zwei Kuschitinnen teilnehmen. Überraschenderweise werden sie kurz vor dem Ziel von Caligarius überholt, bis dieser in ein Schlagloch fährt und ausscheidet. Es stellt sich heraus, dass Caesar selbst unter der Maske des Caligarius versucht hat, die Ehre Roms zu retten. Obelix gewinnt den Pokal, gibt ihn aber weiter, sodass ihn nach weiterem Durchreichen am Ende die Lusitaner bekommen, die – der Running Gag des Bandes – ständig mit der Reparatur ihres Wagens beschäftigt waren.

## Veröffentlichung
Das Album wurde am 19. Oktober 2017 von Les Éditions Albert René in Frankreich veröffentlicht. Die erste Auflage in deutscher Sprache erschien am gleichen Tag bei Egmont Ehapa Media mit 1,4 Millionen Exemplaren im Softcover- und 350.000 Exemplaren mit Hardcover-Einband. Übersetzer war Klaus Jöken. Die Gesamtauflage in allen verschiedenen Sprachen in Europa betrug etwa fünf Millionen Exemplare.

## Anspielungen
Wie in vielen anderen Asterix-Bänden treten auch hier mehrere Prominente in Nebenrollen auf. Der Garum-Produzent Croesus Lupus, der das Rennen sponsert, ist eine Karikatur Silvio Berlusconis. Luciano Pavarotti hat einen Auftritt als singender Gastwirt in Parma, und Caligarius trägt, nachdem er seine Maske abgelegt hat, die Züge des Rennfahrers Alain Prost. Des Weiteren bringt Sophia Loren in einer Herberge das Essen an den Tisch, und in einer Gruppe Zuschauer ist Leonardo da Vinci (als Ersteller von Mosaiken) zu erkennen. Roberto Benigni ist ein römischer Schreiber, Bud Spencer steht in seiner Nähe.
Des Weiteren werden zahlreiche italienische Eigenheiten und Sehenswürdigkeiten referiert, wie etwa der Schiefe Turm von Pisa, das Palio von Siena, die Mona Lisa und italienische Spezialitäten wie Parmaschinken und Pizza. Auch die Statue Herkules Farnese wird dargestellt. Ferner wird erwähnt, wie Obelix, der, verärgert über einen großen Gesteinsbrocken, den der Vesuv kurz vor Ende des Rennens direkt vor sein Wagengespann geschleudert hat, den Stein auf dessen Gipfel zurückwirft und mit dieser Verstopfung des Vulkanschlots der Region einen „nicht unerheblichen Aufschub“ gewährt hat, „bis etwa 79 n. Chr.“

## Rezeption
Timur Vermes (der zugibt, die beiden vorangegangenen Bände nicht gelesen zu haben) spricht im Spiegel von einer „Mumie eines Asterix-Bands“ sowie von einem „Weg des lustlosen Aufwärmens“ und vermisst den Detailreichtum früherer Bände in Wort und Bild. Dagegen urteilt Marc Reichwein in der Welt, Ferri und Conrad liefen in diesem neuen Band „in Sachen Plot, Ironie und Innovation zur Hochform“ auf. Oliver Grimm lobt in der Presse die „spannende Story, die zahlreichen originellen Nebencharaktere, die schlauen Anspielungen“ und den „sprühenden Wortwitz“. Dieser Band reiche an die Meisterwerke René Goscinnys und Albert Uderzos heran. Didier Conrad habe „Uderzos Stil perfekt drauf“, meint Nadine Lange im Tagesspiegel, die Mischung stimme auch diesmal wieder, die Handlung wirke allerdings diesmal etwas „gehetzt und zerfasert“; sie wünscht sich, dass der nächste Band „wieder etwas bissiger ausfällt“. Axel Veiel von der Frankfurter Rundschau stellt das „Ideenfeuerwerk“ heraus und sieht als Botschaft des neuen Bandes, dass „Freundschaft, Treue und Großzügigkeit“ sich auszahlen und auch „der Kleine die Großen besiegen“ könne. In der taz lobt Ralph Trommer Conrads „prall gefüllte Panels“ und die Dynamik seiner Zeichnungen, die Geschichte selbst hetze aber von Episode zu Episode und trotz manch hübscher Ideen werde doch „viel Potenzial verschenkt“.

## Sonstiges
Der römische Rennfahrer, der in den deutschen Bänden den Namen Caligarius trägt, heißt im französischsprachigen Original Coronavirus (von Corona für den Siegeskranz und vir für Mann), weswegen der 2017 erschienene Asterix-Band mit dem Ausbruch und der weltweiten Verbreitung des gleichnamigen Virus’ Anfang 2020 international Aufsehen erregte. Dies ist auf die weit verbreitete ungenaue Verwendung des Begriffs Coronavirus für das neue Virus SARS-CoV-2 zurückzuführen. Die Klasse der Coronaviren umschließt auch das bereits 2002/2003 mit der SARS-Epidemie aufgetretene SARS-Coronavirus.